# Jalen Williams
Jalen Devonn Williams (Denver, 14 april 2001) is een Amerikaans basketballer die sinds 2022 als power forward of small forward uitkomt voor de Oklahoma City Thunder.

## Carrière
Williams speelde van 2019 tot 2022 collegebasketbal voor de Santa Clara Broncos. Hij stelde zich in 2022 beschikbaar voor de NBA draft en werd als 12e gekozen door de Oklahoma City Thunder. Op 19 oktober 2022 maakte Williams zijn NBA-debuut voor de Oklahoma City Thunder. Tijdens zijn debuutwedstrijd liep Williams een breuk aan zijn rechter oogkas op zodat hij 4 wedstrijden moest missen. Daarna speelde Williams afwisselend als basisspeler of als bankzitter. Als gevolg van een blessure van ploegmaat Jeremiah Robinson werd Williams in de loop van het seizoen een vaste waarde in de basisvijf van de Oklahoma City Thunder. Tijdens zijn rookie-seizoen werd Williams zowel in november als in maart gekozen tot NBA Rookie van de maand voor de western Conference. In februari 2023 mocht Williams aantreden in de Rising Stars Challenge tijdens het NBA All-Star Game. Williams sloot het seizoen af met een gemiddelde van 14,1 punten, 4,5 rebounds en 3,3 assists. Williams eindigde tweede in de verkiezing van NBA Rookie of the Year, achter Paolo Banchero/
Tijdens het seizoen 2023/24 werd Williams steeds belangrijker voor de Oklahoma City Thunder. Oklahoma sloot het seizoen af met 57 overwinningen, goed voor de 1e plaats in de Western Conference. Williams mocht zo voor de eerste keer deelnemen aan de NBA Playoffs.  In de playoffs won Oklahoma in de eerste ronde met duidelijke 4-0 cijfers van de New Orleans Pelicans. In de tweede ronde verloor Williams met Oklahoma met 4-2 van de Dallas Mavericks, de latere finalist. 
Tijdens het seizoen 2024/25 liet Oklahoma City in de maand december een 12-1 winst/verlies-reeks optekenen. Op 2 januari 2025 won Oklahoma voor de 13e keer op rij, een nieuw record in de geschiedenis van OKC. Eind januari 2025 werd Williams voor de eerste keer geselecteerd voor het NBA All-Star Game. Op het einde van het seizoen werd Williams opgenomen in het All-NBA Third Team en het NBA All-Defensive Second Team. Oklahoma sloot het reguliere seizoen af als beste ploeg met 68 overwinningen. In de playoffs was Williams met Oklahoma achtereenvolgens te sterk voor de Memphis Grizzlies en de Denver Nuggets. In de finale van de Western conference won Oklahoma met 4-1 van de Minnesota Timberwolves zodat Williams met Oklahoma in de NBA Finale mocht spelen tegen de Indiana Pacers. In deze NBA Finale was Oklahoma in 7 wedstrijden de betere van Indiana, waardoor Williams een eerste NBA-titel op zijn palmares mocht bijschrijven. In de 5e wedstrijd van deze finale was Williams goed voor 40 punten, waarmee hij de 3e jongste speler werd in de NBA geschiedenis die dit kon realiseren. Enkel Magic Johnson en Russell Westbrook waren nog jonger toen ze deze prestatie lieten optekenen. Williams liet ook in drie opeenvolgende finale-wedstrijden meer dan 25 punten en 5 rebounds optekenen en was hiermee de eerste speler jonger dan 25 die dit kon realiseren sinds Shaquille O'Neal in 1995.
Op 13 juli 2025 tekende Williams een nieuw contract voor 5 seizoenen bij de Oklahoma City Thunder.

## Erelijst
- NBA-kampioen: 2025
- NBA All-Star Game: 2025
- All-NBA Third Team: 2025
- NBA All-Defensive Second Team: 2025
- NBA All-Rookie First Team: 2023

## Statistieken
| Legenda | Legenda                | Legenda | Legenda                 | Legenda | Legenda               |
| ------- | ---------------------- | ------- | ----------------------- | ------- | --------------------- |
| WG      | Wedstrijden gespeeld   | WS      | Wedstrijden als starter | MPW     | Minuten per wedstrijd |
| FG%     | Fieldgoal-percentage   | 3P%     | Drie-punterpercentage   | VW%     | Vrije-worppercentage  |
| RPW     | Rebounds per wedstrijd | APW     | Assists per wedstrijd   | SPW     | Steals per wedstrijd  |
| BPW     | Blocks per wedstrijd   | PPW     | Punten per wedstrijd    | Vet     | Hoogste in carrière   |

### Regulier seizoen
| Seizoen  | Team                  | WG  | WS  | MPW  | FG%  | 3P%  | FW%  | RPW | APW | SPW | BPW | PPW  |
| -------- | --------------------- | --- | --- | ---- | ---- | ---- | ---- | --- | --- | --- | --- | ---- |
| 2022/23  | Oklahoma City Thunder | 75  | 62  | 30,3 | 52,1 | 35,6 | 81,2 | 4,5 | 3,3 | 1,4 | 0,5 | 14,1 |
| 2023/24  | Oklahoma City Thunder | 71  | 71  | 31,3 | 54,0 | 42,7 | 81,4 | 4,0 | 4,5 | 1,1 | 0,6 | 19,1 |
| 2024/25  | Oklahoma City Thunder | 69  | 69  | 32,4 | 48,4 | 36,5 | 78,9 | 5,3 | 5,1 | 1,6 | 0,7 | 21,6 |
| Carrière | Carrière              | 215 | 202 | 31,3 | 51,3 | 38,2 | 80,3 | 4,6 | 4,3 | 1,4 | 0,6 | 18,1 |
| All-Star | All-Star              | 1   | 0   | 6,6  | 33,3 | 0,0  | -    | 0,0 | 1,0 | 1,0 | 1,0 | 2,0  |

### Playoffs
| Seizoen  | Team                  | WG | WS | MPW  | FG%  | 3P%  | FW%  | RPW | APW | SPW | BPW | PPW  |
| -------- | --------------------- | -- | -- | ---- | ---- | ---- | ---- | --- | --- | --- | --- | ---- |
| 2023/24  | Oklahoma City Thunder | 10 | 10 | 37,7 | 46,9 | 38,5 | 81,5 | 6,8 | 5,4 | 1,7 | 0,5 | 18,7 |
| 2024/25  | Oklahoma City Thunder | 23 | 23 | 34,6 | 44,9 | 30,4 | 78,9 | 5,5 | 4,8 | 1,4 | 0,4 | 21,4 |
| Carrière | Carrière              | 33 | 33 | 35,5 | 45,5 | 32,5 | 79,4 | 5,9 | 5,0 | 1,5 | 0,4 | 20,6 |

2 Gilgeous-Alexander · 
3 Jones · 
5 Dort · 
6 Jay. Williams · 
7 Holmgren · 
8 Jal. Williams · 
9 Caruso · 
11 Joe · 
13 Dieng · 
14 Flagler · 
15 Carlson · 
21 Wiggins · 
22 Wallace · 
25 Mitchell · 
34 K. Williams · 
55 Hartenstein · 
88 Ducas · 
Coach Daigneault